# Gutshaus Vollenschier

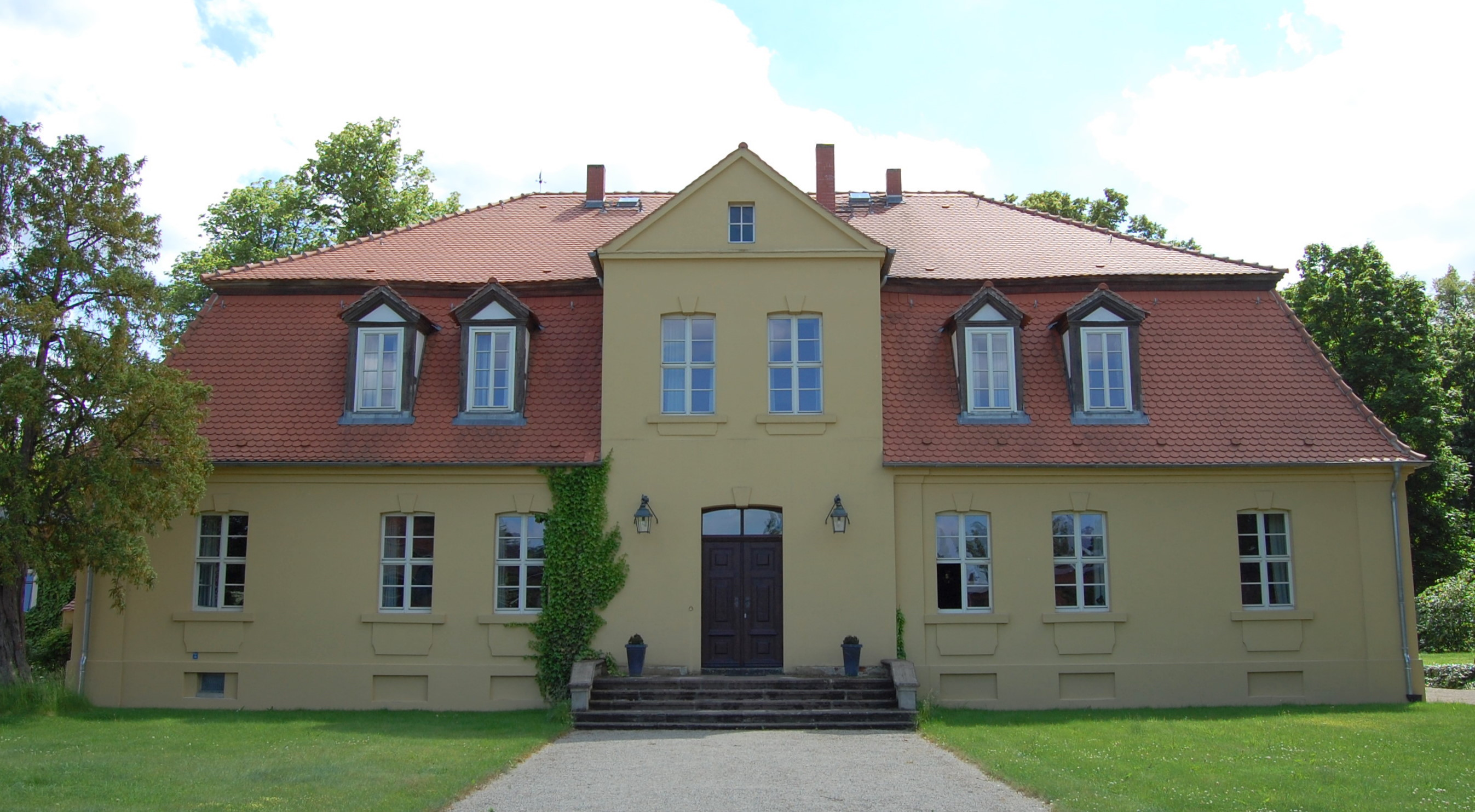
Gutshaus Vollenschier

Das Gutshaus Vollenschier ist ein Gutshaus im zum Stendaler Ortsteil Wittenmoor gehörenden Dorf Vollenschier in Sachsen-Anhalt.

## Lage
Auf der nach Norden ausgerichteten Frontseite erstreckt sich der von Wirtschaftsgebäuden gesäumte Gutshof. Zur Anlage gehören auch die später entstandene Gutskirche Vollenschier und das Schloss Vollenschier.

## Geschichte
Das erstmals 1251 als Volenschere erwähnte Dorf wurde von dem gleichnamigen Adelsgeschlecht möglicherweise frühzeitig verlassen, denn dessen erster Vertreter, Peter von Voldenscher, wird 1278 in Wollenrade genannt. Das Dorf war bald danach wüst. Die Adelsfamilie von Voldenscher ist 1626 ausgestorben. 
1484 erhielt Gebhard von Alvensleben die wuste dorfstedt zu voldenscher als Lehen. Er hatte zunächst ein Vorwerk und später das Gut errichtet. 1670 verkaufte Jacob von Alvensleben die wüste Feldmark an Georg Wilhelm Scharden wiederkäuflich auf 20 Jahre. Scharden, dem auch die Kröpelwarthe gehörte, ließ ein Vorwerk und später das Gut Vollenschier anlegen, das 1719 wieder den von Alvensleben gehörte. 1775 gab es dann das adlige Gut Vollenschier oder Wollenscher. Vollenschier wechselte dann häufig den Besitzer. Das heute bestehende Gutshaus entstand in der Zeit des Barock in der Mitte des 18. Jahrhunderts als eingeschossiger Bau. Der Gutshof gehörte damals Baron von Etzel. Später übernahm sein Schwiegersohn Baron von Kloppmann das Gut. Ab dem 18. Jahrhundert sind als Eigentümer Oberamtmann Giesecke, Adolf von Miakowsky und zuletzt Friedrich Wilhelm Karl von Kröchern überliefert. Die Familie von Kröchern war von 1854 bis 1907 Eigentümer. 1869 erbauten sie ein weiteres Herrenhaus, das sogenannte Schloss Vollenschier, das heute leersteht. 
Sowohl auf der Front- als auch auf der rückwärtigen Gartenseite des alten Gutshauses befindet sich ein übergiebelter Risalit. Die Fassade wird durch Spiegelflächen unterhalb und Schlusssteine oberhalb der Fenster sowie Kantenlisenen und ein vorspringendes Dachgesims gegliedert. Bedeckt wird das Gebäude durch ein Mansardwalmdach mit vier Gauben. Der Eingang führt in einen zentral gelegenen, im Grundriss sechseckigen Saal, in dem sich eine schwungvoll gegliederte Stuckdecke befindet. Im 18. Jahrhundert befand sich hinter dem Gutshaus ein geometrisch angelegter Barockgarten.
Auf dem Gut wurden Pferde, Schafe, Kühe und Ochsen gehalten sowie Ackerbau betrieben. Darüber hinaus bestand eine Gutsgärtnerei. Infolge der Bodenreform in der Sowjetischen Besatzungszone, in der Vollenschier lag, wurde die Familie von Kloppmann im Sommer 1945 enteignet, woraufhin Baron von Kloppmann nach Westdeutschland floh. Das Gut blieb jedoch als Ganzes erhalten und wurde als Volksgut mit Tier- und Pflanzenzucht fortgeführt. Das Gutshaus war zunächst bis etwa 1990 bewohnt und dann stark sanierungsbedürftig. Auch der Betrieb des Guts wurde 1990/91 eingestellt.
1992 erwarb die Familie von Engelbrechten, die weitläufig mit dem ehemaligen Eigentümern verwandt ist, das Gut. Das Gutshaus wurde saniert. Die Familie siedelte 2004 nach Vollenschier über und nahm auch den landwirtschaftlichen Betrieb wieder auf.